# هاروارد (نبراسکا)
هاروارد(به انگلیسی: Harvard) شهری در ایالت نبراسکا کشور ایالات متحده آمریکا است که جمعیت آن در سرشماری سال ۲۰۱۰ میلادی، ۱٬۰۱۳ نفر بوده‌است.